# Золотая заря
Народное общество — Золотая заря (греч. Λαϊκός Σύνδεσμος - Χρυσή Αυγή: также Золотой Рассвет) — греческая ультраправая националистическая партия, определяемая как неонацистская и неофашистская. Зарегистрирована 1 ноября 1993 года Николаосом Михалолиакосом. 7 октября 2020 года Апелляционный суд в Афинах (Εφετείο Αθηνών) признал партию преступной организацией. Уголовный процесс против лидеров партии, который часто называют крупнейшим процессом над нацистами со времён Нюрнбергского процесса, длился более пяти лет.

## Идеология
Партия резко выступает против нелегальной иммиграции, а также критикует предпосылки, которые, по её мнению, способствуют росту миграции: идеалы Просвещения, глобализацию, мультикультурализм. Образцом государства для «Золотой зари» является Древняя Спарта Ликурга, а также правительство Иоанниса Метаксаса. Публикации в партийном журнале включали похвальные статьи о нацистской Германии (при том что реальный И. Метаксас, умерший зимой 1941 года, относился к германскому нацизму крайне негативно).
«Золотая заря» характеризует себя как «Народное националистическое движение» и «бескомпромиссных националистов». Михалолиакос описывает «Хриси Авги» как организацию, выступающую против «так называемого Просвещения» и промышленной революции, и поддерживающую национал-социализм. Согласно уставу партии, «только арийцы по крови и греки по происхождению могут претендовать на членство в партии». Устав также даёт лидеру партии полную власть.
Отношение к религии в партии менялось со временем. С момента образования партия привлекала одновременно греческих неоязычников и православных.
Министерство иностранных дел Российской Федерации в своём докладе 2015 года «Неонацизм — опасный вызов правам человека, демократии и верховенству права» отнесло партию к «организациям, исповедующим идеи неонацизма, расовой и национальной исключительности».

## История
Основой партии стал одноимённый ультраправый журнал, который издавался в 1980—1984 годы. Редактором журнала был Михалолиакос. В 1984 году журнал прекратил своё существование, однако единомышленники редактора присоединились к партии Национальный политический союз, из которой выделились как молодёжное крыло к 1985 году. В 1993 году партия смогла получить государственную регистрацию и заняла крайне правый ряд греческой политической арены. В годы Югославских войн боевики Хриси Авги сражались на стороне сербских отрядов.
Деятельность партии встречает противодействие со стороны как государства, так и левых активистов. Особенно ожесточенные столкновения между ними происходили в 2008 году. 19 марта 2010 года в штаб-квартире партии в Афинах произошёл взрыв.
Партия активно участвует в муниципальных и парламентских выборах, создавая блоки с другими националистическими партиями Греции.
На парламентских выборах 6 мая 2012 года партия получила 6,97 % голосов, что дало ей право занять 21 место в парламенте.
10 мая 2012 года блоговая платформа WordPress удалила страницу Хриси Авги, которая до этого служила партии веб-сайтом. В качестве причины было указаны «насилие или угроза его применения или выдача себя за другое лицо».
На повторных парламентских выборах 17 июня 2012 года партия получила 6,93 % голосов, получив 18 мест в парламенте. Это на 3 места меньше, чем на выборах 6 мая того же года. Накануне выборов депутат от Хриси Авги Илиас Касидиарис на телешоу в прямом эфире атаковал двух женщин-оппонентов из левых партий — выплеснул воду на представительницу СИРИЗА Ренату Дору и трижды ударил по лицу депутата от КПГ Лиану Канелли.
Вскоре после выборов партия начала программу гуманитарной помощи, которая предназначена исключительно для граждан Греции, вызвав возмущение среди оппонентов партии и западных СМИ. Для сбора пищи партия открыла филиалы в греческих диаспорах (включая США), вызывая негодование со стороны некоторых местных политиков, местных левых греческих организаций и Антидиффамационной лиги.
28 сентября 2013 года полицией Греции был арестован лидер партии и ещё несколько депутатов от неё. Им предъявлены обвинения в создании преступного сообщества. Аресты были произведены в рамках расследования дела об убийстве Павлоса Фиссаса, антифашистского рэп-исполнителя и левого активиста, зарезанного 18 сентября 2013 года в одном из пригородов Афин. В совершении убийства сознался Гиоргос Рупакиас, 45-летний безработный водитель и член партии. При этом представители самой партии отрицали какую-либо причастность к преступлению.
1 ноября 2013 года двое членов партии, Манолис Капелонис и Иоргос Фондулис, были убиты из пистолета одним мотоциклистом перед партийным зданием в Афинах. Третий член партии, Александрос Геронтас, был тяжело ранен. Популярность партии резко возросла после этих убийств . 16 ноября неизвестная леворадикальная группа под названием «Революционные силы народной борьбы» приняла ответственность за убийства, объявив их актом мести за убийство Фиссаса.
Во время политического кризиса на Украине, члены партии осудили деятельность «Правого сектора» и «Свободы», объявив протесты на Майдане «сионистским заговором» и «преследованием православных христиан». Они также поддержали аннексию Крыма Россией, выступив против действий правительства Антониса Самараса, поддержавшим политику Евросоюза по отношению к России.
На выборах в Европейский парламент в 2014 году партия получила 9,38 % голосов и 3 места из 21, отведённых Греции. Один из избранных кандидатов, Ламброс Фондулис, был отцом убитого Иоргоса Фондулиса.
На выборах в парламент Греции в январе 2015 года «Золотая заря» набрала 6,28 % голосов, получив 17 мест в парламенте Греции.
На повторных выборах в парламент Греции в сентябре 2015 года «Золотая заря» набрала 6,99 % голосов, получив 18 мест.
5 января 2018 года сотрудники социальной сети «Твиттер» заблокировали аккаунт греческой неонацистской партии «Золотая заря», который неоднократно критиковался за анти-иммигрантские и неонацистские лозунги. Ранее аккаунты греческой ультраправой партии были заблокированы на «Фэйсбуке» и в «Инстаграме».
По результатам парламентских выборов 7 июля 2019 года «Золотая заря» набрала 2,93 % голосов и не прошла в парламент Греции.
7 октября 2020 года Апелляционный суд в Афинах признал партию преступной группировкой. Никос Михалолиакос и ещё шесть человек признаны виновными в руководстве организованной преступной группой, 15 человек — в соучастии в сговоре с целью убийства Павлоса Фиссаса. 14 октября Николаос Михалолиакос и ещё пять членов партии из его окружения (Илиас Касидьярис, Яннис Лагос, Илиас Панайотарос, Йоргос Герменис и Христос Паппас) приговорены к 13 годам тюрьмы за руководство преступной группировкой. Артемис Маттеопулос получил 10 лет за руководство преступной группировкой. Георгиос Рупакиас получил пожизненный срок за убийство Павлоса Фиссаса. 22 октября суд вынес окончательное решение в отношении некоторых членов «Золотой зари», 39 человек отправлены в тюрьму, в том числе 23 человека, содержавшихся в Главном управлении полиции Аттики (ГАДА), ещё 10 человек были арестованы в зале суда.